# Sandybell
Sandybell (ハロー!サンディベル Haro! Sandiberu) är en animeserie som handlar om en flicka vid namn Sandybell, hennes far och hennes vänner.
Serien hade premiär i Japan 6 mars 1981, med originaltiteln "Hello! Sandybell". Den svenska versionen har givits ut på VHS av Wendros på tio DVD à 85 minuter. Serien har totalt 47 avsnitt i sin originalversion, men endast 40 avsnitt dubbades på svenska.

## Handling
Sandybell är en ung pojkflicka som bor i en liten by i Skottland med sin pappa. Hon är en glad och omtänksam flicka med många vänner, men hamnar ofta i trubbel. Hennes liv förändras när hon möter familjerna Wellington och Sherer och hon lär känna nya vänner, får några rivaler och blir förälskad för första gången.

## Seriens figurer
- Sandybell är huvudpersonen. Hon har blont hår med pippilotter. Hon är den mest godhjärtade och älskvärda personen av dem alla. Sandybell lämnar ingen oberörd.
- Mark Wellington är aristokrat och är i början av serien känd som "blomsterprinsen", innan Sandybell får reda på hans riktiga identitet. Mark bryr sig inte om status och vill hellre bli konstnär. Han lovar att gifta sig med Sandybell när han nått sitt mål.
- Kitty Sherer är en brysk rik flicka och Sandybells rival. Hon är kär i Mark och försöker vinna Marks hjärta trots att Mark är förälskad i Sandybell. Kitty gör allt för att göra livet surt för Sandybell, men misslyckas varje gång.
- Lesley Christy är Sandybells far och lärare i byn. Han räddade Sandybell från att drunkna när hon var en bebis och adopterade sedan henne. Adoptionen resulterade i att hans förlovning med rektorns dotter tog slut, då de inte accepterade Sandybell. Christy flyttade då till Skottland där han uppfostrade sin dotter.
- Mr and Mrs. Scott är grannar till Sandybell och Mr. Christy. De står Sandybell nära och har tagit hand om henne mycket under hennes barndom.
- Edward är en man som dyker upp oväntat i Sandybells liv vid ett flertal tillfällen. Han är vänlig och blir en av hennes nära vänner.
- Can-Can är en nära vän till Leslie, och känner till Sandybells bakgrund då han var med när Leslie räddade Sandybell. Han äger en tidning i London och är lite av en uppfinnare. Sandybell bor hos honom och hans familj när hon bestämmer sig att åka till London.
- Oliver är hennes trofasta hund som alltid finns vid hennes sida. Han är en brun Collie.
- Grevinnan Wellington är en dam som har ett slott i Skottland, nära den lilla byn där Sandybell växer upp. Grevinnan är mor till Mark, men Sandybell tänker på sin egen mor när hon är med Grevinnan.